# Ристич, Душан
Душан Ристич (серб. Душан Ристић; род. 27 ноября 1995[…], Нови-Сад) — сербский профессиональный баскетболист, играющий на позиции центрового.

## Карьера
Ристич воспитанник молодёжной команды «Црвены звезды» — «Раднички ФМП». В сезоне 2013/2014 Ристич дебютировал за основную команду «Црвены звезды», участвуя в чемпионате Адриатической лиги, а также сыграл 2 игры в Евролиге.
С 2014 по 2018 годы Ристич выступал за команду колледжа «Аризона Уайлдкэтс» в NCAA со средними показателями 12,2 очка и 7 подборов в своём последнем сезоне.
В июле 2018 года Ристич подписал 3-летний контракт с «Црвеной звездой». В сезоне 2018/2019 Душан помог белградскому клубу выиграть 3 турнира: Адриатическую лигу, Суперкубок Адриатической лиги и чемпионат Сербии.
В июле 2019 года Ристич стал игроком «Астаны» на правах аренды. На протяжении всего сезона Единой лиги ВТБ Душан единолично возглавлял рейтинг игроков по подборам и на момент его досрочного завершения, показатель Ристича составил 10,9 подборов в среднем за игру. Так же, Душан был эффективен в результативности, набирая в среднем за матч 15,7 очков.
31 января 2020 года Ристич получил wild card на «Матч всех звёзд» Единой лиги ВТБ. В этой игре Душан провёл на площадке 18 минут 38 секунд и отметился 6 очками, 8 подборами, 2 передачами и 2 перехватами.
В июле 2020 года Ристич отправился в аренду в «Брешиа». В 16 матчах чемпионата Италии Душан набирал в среднем 11,1 очка и 6,2 подбора. В 10 играх Еврокубка его средняя статистика составила 9,7 очка, 4,4 подбора и 0,7 блок-шота.
В январе 2021 года Ристич перешёл в «Автодор». В 10 матчах Единой лиги ВТБ Душан набирал 13 очков, 6,9 подбора и 0,9 блок-шота.
В июне 2021 года Ристич подписал контракт с «Фуэнлабрадой». В 34 матчах чемпионата Испании статистика Душана составила 10 очков и 4,7 подбора.
В июле 2022 года Ристич продлил контракт с «Фуэнлабрадой».
В декабре 2022 года Ристич перешёл в «Галатасарай».
В июне 2023 года Ристич подписал контракт с «Леново Тенерифе» по схеме «2+1».

## Сборная Сербии
В августе 2022 года Ристич был включён в расширенный состав сборной Сербии для подготовки к чемпионату Европы-2022.

## Достижения

### Клубные
- Чемпион Адриатической лиги: 2018/2019
- Обладатель Суперкубка Адриатической Лиги: 2018
- Чемпион Казахстана: 2019/2020
- Чемпион Сербии: 2018/2019

### Сборная Сербии
- Серебряный призёр чемпионата мира: 2023
- Бронзовый призёр чемпионата Европы (до 18 лет): 2012

## Статистика

### Статистика в колледже
| Сезон                                                                                   | Команда | GP  | GS | MPG  | FG%  | 3P%  | FT%  | RPG | APG | SPG | BPG | PPG  |  |
| --------------------------------------------------------------------------------------- | ------- | --- | -- | ---- | ---- | ---- | ---- | --- | --- | --- | --- | ---- |  |
| 2014/15                                                                                 | Аризона | 36  | 0  | 8,6  | 61,5 | 80,0 | 51,2 | 2,1 | 0,1 | 0,1 | 0,3 | 3,4  |  |
| 2015/16                                                                                 | Аризона | 34  | 9  | 16,5 | 55,0 | 37,5 | 63,4 | 3,8 | 0,8 | 0,1 | 0,7 | 7,1  |  |
| 2016/17                                                                                 | Аризона | 36  | 34 | 22,8 | 55,6 | 50,0 | 76,5 | 5,5 | 0,4 | 0,3 | 0,4 | 10,9 |  |
| 2017/18                                                                                 | Аризона | 35  | 35 | 27,1 | 56,9 | 40,0 | 79,0 | 6,9 | 0,9 | 0,4 | 0,5 | 12,2 |  |
|                                                                                         | Всего   | 141 | 78 | 18,7 | 56,5 | 46,7 | 69,8 | 4,6 | 0,5 | 0,2 | 0,5 | 8,4  |  |
| Наведите курсор мыши на аббревиатуры в заголовке таблицы, чтобы прочесть их расшифровку |         |     |    |      |      |      |      |     |     |     |     |      |  |